# Marco Costa (dirigente d'azienda)
Marco Costa (Milano, 4 febbraio 1966) è un dirigente d'azienda italiano, direttore delle reti tematiche Mediaset dal 3 novembre 2014.

## Biografia
Inizia a lavorare in Fininvest nel 1991 come redattore. Per Rete 4 segue lo sviluppo e la co-produzione di alcune telenovelas e soap-opera tra cui Sentieri, La donna del mistero e Manuela. Dopo alcuni anni lavorativi trascorsi in Rai (1999-2002) rientra in Mediaset come responsabile del palinsesto di Rete 4. Nel 2006 diventa vicedirettore di Canale 5.
Dal 3 novembre 2014 è direttore di tutte le reti tematiche del gruppo Mediaset (Iris, 20, TwentySeven, Cine34, TopCrime, La5, Mediaset Extra, Focus, Italia 2, Mediaset Italia), escluso TGcom24.